# A Beginners’ Guide to the King Crimson Collectors’ Club
A Beginners’ Guide to the King Crimson Collectors’ Club – kompilacyjny album King Crimson, wydany w 2000 roku nakładem Discipline Global Mobile jako CD.

## Historia i muzyka albumu
Kompilacja A Beginners’ Guide to the King Crimson Collectors’ Club zawiera po jednym utworze z pierwszych dziesięciu wydawnictw z serii King Crimson Collectors' Club, który poprzez subskrypcję na stronie Roberta Frippa, Disciplineglobalmobile.com wydaje materiały dla miłośników zespołu, związane z King Crimson oraz pokrewnymi zagadnieniami. Wydawnictwo jest dostępne również bez subskrypcji.

## Lista utworów
Lista i informacje według Discogs i AllMusic:
| 1.  | King Crimson–21st Century Schizoid Man Fripp, Lake, McDonald, Giles, Sinfield; from Club 10: Live In Central Park, NYC 1974 | 8:02  |
|     | |       |
| 2.  | I Talk To The Wind McDonald, Sinfield; from Club 1: Live At The Marquee 1969                                                | 4:45  |
|     | |       |
| 3.  | Larks' Tongues In Aspic: Part 1 Cross, Fripp, Wetton, Bruford, Muir; from Club 3: The Beat Club, Bremen 1972                | 5:59  |
|     | |       |
| 4.  | Ladies Of The Road Fripp, Sinfield; from Club 2: Live At Jacksonville 1972                                                  | 5:58  |
|     | |       |
| 5.  | The Sailor's Tale Fripp; from Club 9: Live At Summit Studios, Denver 1972                                                   | 5:18  |
|     | |       |
| 6.  | Thela Hun Ginjeet Belew, Fripp, Levin, Bruford; from Club 11: Live At Moles Club, Bath 1981                                 | 5:46  |
|     | |       |
| 7.  | Elephant Talk Belew, Fripp, Levin, Bruford; from Club 4: Live At Cap D'Agde 1982                                            | 5:00  |
|     | |       |
| 8.  | People Belew, Fripp, Gunn, Levin, Mastelotto, Bruford; from Club 6: On Broadway, NYC 1995                                   | 6:01  |
|     | |       |
| 9.  | Funky Jam Belew, Fripp, Gunn, Levin, Mastelotto, Bruford; from Club 8: The VROOOM Sessions 1994                             | 4:29  |
|     | |       |
| 10. | Seizure Fripp, Gunn, Levin, Mastelotto; from Club 7: The Roar Of P4 1998                                                    | 7:49  |
|     | |       |
|     | | 59:07 |
|     | |       |
Zespół produkcyjny:
- produkcja – David Singleton i Robert Fripp
- informacje na okładce – John Wetton, Pat Mastelotto, Robert Fripp
- projekt – Hugh O'Donnell
- edycja cyfrowa – Alex R. Mundy